# Euphorbia actinoclada

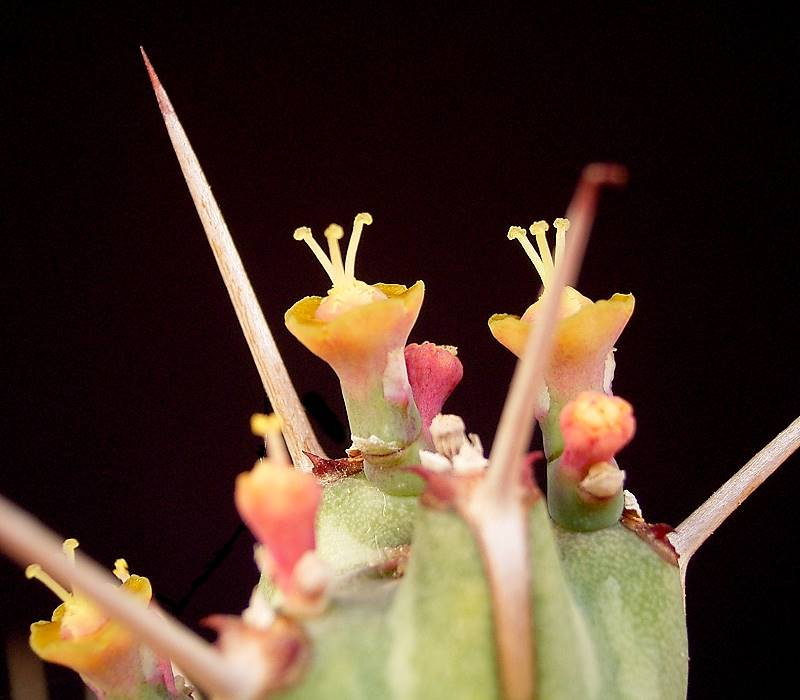
Cyathien der Euphorbia actinoclada

Euphorbia actinoclada ist eine Pflanzenart aus der Gattung Wolfsmilch (Euphorbia) in der Familie der Wolfsmilchgewächse (Euphorbiaceae).

## Beschreibung
Die sukkulente Euphorbia actinoclada ist ein Zwergstrauch mit einem unterirdischen Hauptspross, der in eine dicke fleischige Wurzel übergeht.
Die aufrechten Zweige sind bis zu 15 cm lang und 1 cm im Durchmesser und spreizen sich im oberen Bereich. Im Querschnitt sind sie stielrund bis schwach fünfkantig. Ihre Oberfläche ist dunkelgrün mit helleren Längsstreifen. Die graubraunen Dornenschilder sind bis 10 mm länglich herablaufend und tragen jeweils einen einzelnen Dorn von bis zu 2 cm Länge. Weiterhin werden bis 3 mm lange Nebenblattdornen ausgebildet. Die Blätter von Euphorbia actinoclada sind rudimentär und kurzlebig.
Die einzelnen, einfach-gabelig verzweigenden Blütenstände sind 1 mm lang gestielt. Die von ihnen getragenen Cyathien sind rötlich und werden 4 mm im Durchmesser groß. Die rechteckigen Nektardrüsen sind rötlich gefärbt und berühren sich.

## Systematik und Verbreitung
Euphorbia actinoclada ist in Kenia, Äthiopien und bis in den Südwesten von Somalia in Höhenlagen von 150 bis 900 m verbreitet. Dort wächst sie auf kiesigen Hängen mit lockerem Gebüsch.
Die Erstbeschreibung wurde 1982 von Susan Carter Holmes veröffentlicht.